# Henrik Blome
 Der er flere personer med dette navn, se Heinrich von Blome.
Heinrich (Henrik) Blome (2. august 1685 på Farve – 9. april 1736 i Itzehoe) var en holstensk adelsmand og godsejer, der var dansk gehejmeråd.
Han var søn af Christoph Blome, blev konferensråd i 1722 og amtmand i Steinburg Amt og guvernør i Sønderditmarsken samme år efter faderen, 1727 Ridder af Dannebrog og 1733 gehejmeråd. Desuden var han verbitter for det adelige frøkenkloster i Itzehoe. Han var herre til Farve og Neversdorf og gift med Elisabeth Rantzau af Neuhaus (ved Selenter Sø).
Han er begravet i Norddorf ved Wilster.